# Nîmes Olympique
Nîmes Olympique Football Club (normalt bare kendt som Nîmes Olympique) er en fransk fodboldklub fra Nîmes i Languedoc-Roussillon-regionen. Klubben spiller i den næstbedste række, Ligue 2, men har gennem historien flere gange været oppe i den bedste liga, Ligue 1. Klubben blev stiftet den 10. april 1937 og spiller sine hjemmekampe på Stade des Costières.
Nîmes Olympique har fire gange, i 1958, 1959, 1960 og 1972, vundet sølvmedaljer i den franske liga, og har desuden tre gange været i finalen i pokalturneringen Coupe de France. Den eneste titel er dog 1. pladsen i Ligue 2 i 1950.
Danskeren Kristen Nygaard Kristensen har både spillet for og trænet Nîmes Olympique.

## Titler
- Ligue 2 (1): 1950

## Kendte spillere
- Laurent Blanc
- Eric Cantona
- Richard Ruffier

## Danske spillere
- Kristen Nygaard Kristensen
- Jens Jakob Thomasen